# Paul Auguste Ernest Laugier
Paul Auguste Ernest Laugier (Parigi, 22 dicembre 1812 – Parigi, 5 aprile 1872) è stato un astronomo francese, figlio del chimico André Laugier (1770-1832).
Ha studiato astronomia sotto François Arago ed ottenne un posto presso l'Osservatorio di Parigi. Compì importanti scoperte sul magnetismo, sulle comete, sulle eclissi, sulle meteore e sulle macchie solari.
Apportò dei miglioramenti negli orologi astronomici; determinò esattamente la latitudine dell'Osservatorio di Parigi (1853). Pubblicò due cataloghi, uno di 53 nebulose e l'altro (1857) con la declinazione di 140 stelle, oltre che diversi articoli di astronomia sulla rivista Connaissance du Temps.
È stato per lungo tempo associato ad Arago nelle ricerche di fisica terrestre ed è stato per alcuni anni presidente dell'Académie des Sciences.